# Adrien Caillard
Adrien Caillard (23 de marzo de 1872 - 8 de octubre de 1942) fue un actor y director teatral y cinematográfico de nacionalidad francesa, activo en la época del cine mudo. 

## Biografía
Su nombre completo era Charles Adrien Caillard, y nació en París, Francia, desconociéndose la fecha de su muerte. 
En 1897 consiguió un segundo premio de comedia en el Conservatorio de París, tras lo cual empezó a actuar en el Teatro del Odéon, donde permaneció cinco años. Desde 1902 a 1908 fue director de escena en el Teatro del Ambigu-Comique, y en junio de 1908 ocupó el mismo cargo en el Teatro del Odéon. Más adelante fue también director de escena en el Teatro Mogador.
En 1909 debutó en el cine como actor y director. A partir de entonces hizo una carrera paralela en la pantalla y en las tablas. En 1920 fundó la productora Visio-Film, y en febrero de 1922 fue miembro del comité de la Société des Auteurs de Films, bajo la presidencia de Michel Carré y de Abel Gance.
En 1930, Adrien Caillard dejó París para instalarse en Niza, donde fue director artístico del Palais de la Méditerranée y profesor del Conservatorio de la ciudad. Fue en esa época cuando dio fin a su carrera como director. Aun así, no abandonó completamente el cine, actuando en dos películas en 1932 y 1941 que son sus dos únicos registros sonoros. A partir de 1941 se pierde la trayectoria del artista.
En total, a lo largo de su carrera en el cine, dirigió una treintena de filmes entre 1909 y 1926, y actuó en ocho rodados entre 1909 y 1941.

## Selección de su filmografía

### Director
- 1912 : Trente ans ou la vie d'un joueur
- 1912 : Les Hêtres rouges
- 1912 : Quentin Durward, con René Alexandre, Claude Garry y Henri Étiévant
- 1912 : Les Trois Sultanes, con Georges Tréville y Amélie Diéterle
- 1912 : Le Supplice d'une mère, codirigido con Henri Pouctal, con Suzanne Munte y Claude Garry
- 1912 : Le fils de Charles Quint
- 1912 : Parmi les pierres, con Germaine Dermoz y Georges Tréville
- 1912 : Le ruban moucheté
- 1912 : Flamme d'argent
- 1912 : Les Deux Gosses, con Pierre Renoir y Véra Sergine
- 1912 : L'Aumône
- 1913 : L'Héritage de Cabestan, con René Maupré y Germaine Dermoz
- 1913 : Roger la Honte, con Paul Capellani
- 1913 : Zaza, con Marie Ventura y Georges Grand
- 1913 : Un roman parisien, con Paul Capellani y Stacia Napierkowska
- 1913 : La Maison du baigneur, codirigido con Georges Monca, con Marcelle Praince
- 1915 : Le Voleur, con Charles Mosnier y Gaston Dubosc
- 1919 : Poucette ou le Plus Petit Détective du monde, con Simone Genevois
- 1920 : Un million dans une main d'enfant, con Simone Genevois
- 1922 : La Brèche d'enfer, con Pierre Stephen
- 1923 : Le Chemin de l'abîme, con Edmond van Daële
- 1926 : La Fille des pachas, codirigido con Joe Hamman, con Camille Bardou y Henri Baudin[6]

### Actor
- 1909 : Le Maître d'école, de Georges Monca
- 1909 : Elle est partie, de Georges Monca
- 1911 : Le Mensonge de Jean le Manchot, de Michel Carré
- 1912 : Antar
- 1927 : Napoleón, de Abel Gance
- 1929 : La Possession, de Léonce Perret
- 1932 : Baroud, de Rex Ingram y Alice Terry
- 1941 : Vénus aveugle, de Abel Gance